# Kriegerdenkmal Zschepkau

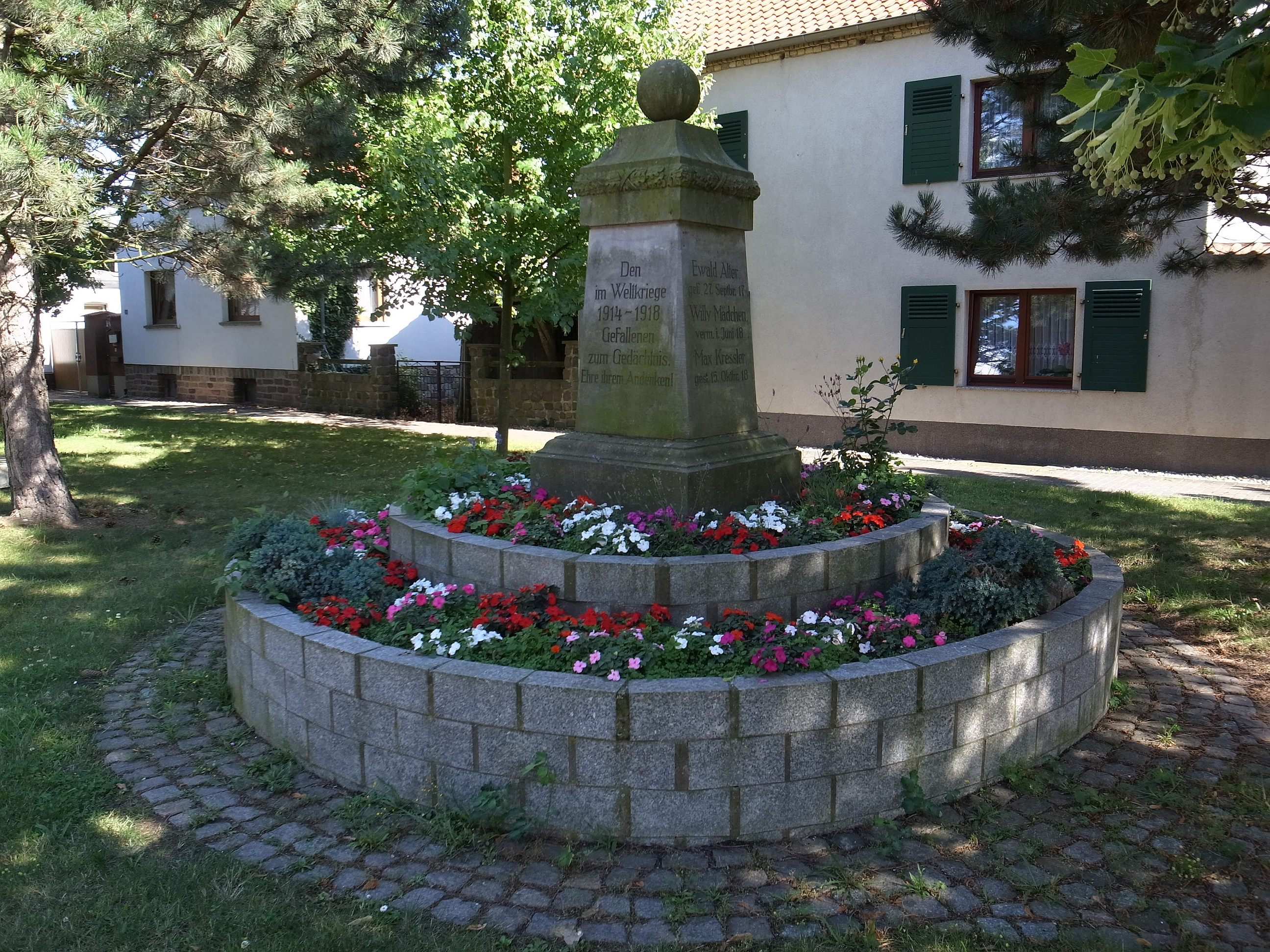
Kriegerdenkmal in Thalheim

Das Kriegerdenkmal Zschepkau ist ein denkmalgeschütztes Kriegerdenkmal im Ortsteil Zschepkau der Stadt Bitterfeld-Wolfen in Sachsen-Anhalt. Im örtlichen Denkmalverzeichnis ist es mit der Erfassungsnummer 094 95447 als Baudenkmal verzeichnet.

## Allgemeines
Das Kriegerdenkmal in Zschepkau befindet sich an der Dorfstraße auf einem kleinen Platz vor der Hausnummer 11. Die Gestaltung des Kriegerdenkmales ist eher untypisch, da es eher an einen bepflanzten Brunnen erinnert. In der Mitte erhebt sich eine Stele, gekrönt von einem Aufsatz mit Fries und einer Kugel als Abschluss. Es befinden sich mehrere Inschriften in der Stele, wobei die beiden äußeren die Namen der Gefallenen nennen. Es wurde 1920 für die Gefallenen des Ersten Weltkriegs errichtet. Die Gestaltung des Denkmales wurde von Steinmetzmeister Hagemeister aus Löberitz begonnen und von Herrn Wiesner aus Zörbig abgeschlossen. Auf dem ursprünglichen Kriegerdenkmal befand sich statt der Kugel ein Eisernes Kreuz. Dieses wurde 1945 bei einem Bombenangriff der Amerikaner beschädigt und 1956 durch eine Kugel ersetzt. Die letzte Restaurierung fand 1999 statt.